# The March of Time (film)
Pour les articles homonymes, voir The March of Time.

The March of Time est un film musical américain inachevé réalisé en 1930 par Charles Reisner et produit par Metro-Goldwyn-Mayer.
Il aurait été un des premiers films musicaux filmé partiellement avec un système Technicolor bi-couleur.
Une version allemande du film est sortie en 1931 sous le titre Wir schalten um auf Hollywood.

## Fiche technique
- Titre provisoire : The Hollywood Revue[2]
- Réalisation : Charles Reisner
- Production : Metro-Goldwyn-Mayer
- Producteur : Harry Rapf
- Musique : André Messager
- Type : Noir et blanc / technicholor partiel

## Distribution
- Betty Brown
- Bing Crosby
- Karl Dane
- Nora Gregor
- Duncan Sisters
- Jackie Searl